# 7711 Říp
(7711) Říp, denumire internațională (7711) Rip, este un asteroid din centura principală de asteroizi.

## Descriere
7711 Říp este un asteroid din centura principală de asteroizi. A fost descoperit pe 2 decembrie 1994 la Observatorul Kleť de Zdeněk Moravec. Asteroidul prezintă o orbită caracterizată de o semiaxă mare de 3,07 ua, o excentricitate de 0,27 și o înclinație de 12,2° în raport cu ecliptica.